# Pierre Larousse
Pierre Larousse, nascut el 23 d'octubre de 1817 a Toucy a l'Yonne i mort el 3 de gener de 1875 a París, es va dedicar a investigacions com a pedagog, enciclopedista i editor francès. És sobretot conegut pels diccionaris que porten el seu nom, del qual Le Petit Larousse.

## Biografia
Nascut a la petita ciutat de Toucy a l'Yonne el 1817 d'un pare carreter-ferrer i d'una mare cabaretera, és un brillant alumne ja desitjós fer-se enciclopedista com Diderot i obté als 16 anys una beca de la universitat per completar la seva formació a Versalles. De tornada a Toucy, es fa, als 20 anys tot just, mestre a l'escola primària superior. Durant tres anys intenta renovar la pedagogia fent una crida a la curiositat dels nens abans d'arribar a París el 1840.
Durant 8 anys, segueix els cursos gratuïts de La Sorbona, estudia al Conservatori de les arts i oficis, al Museu Nacional d'Història Natural i al Collège de France i sovinteja grans biblioteques. Estudia el llatí, el grec, la lingüística, el sànscrit, el xinès, les literatures francesa i estrangera, la història, la filosofia, la mecànica i l'astronomia. El 1848, entra a la Institució Jauffret i hi restarà durant tres anys.
El 1850 funda una editorial amb Augustin Boyer, l'Editorial Larousse, que creix ràpidament. Pierre Larousse demana oficialment una títol de llibreter-editor l'1 de març de 1852. El 23 d'octubre de 1852, rep l'autorització d'exercir. Té darrere d'ell diversos anys de treball acarnissat. El seu objectiu és de saber de tot en tots els àmbits. El seu altre desig és també de preparar l'edició de manuals escolars destinats a les escoles primàries. La Revolució de 1848 interromp els seus projectes.
Larousse és ara repetidor en una institució parisenca, es guanya una propietat a Toucy on el seu desig secret de Borgonyó lligat a la terra és de cultivar la vinya. La Lexicologie des écoles primaires apareix el 1849. El 1852, una nova edició és publicada sota el títol Grammaire élémentaire lexicologique. És la primera pedra d'un edifici monumental en gestació.
El 1856, publica (amb l'ajut de François Pillon) el Nouveau Dictionnaire de la langue française, l'avantpassat del Petit Larousse. És condemnat per l'Església i és posat a l'Índex dels Llibres Prohibits pel Sant Ofici de la Inquisició Romana.
La seva obra major va ser el Grand Dictionnaire universel du XIXe siècle. En principi publicat en fascicles entre 1864 i 1866, els reagrupa en 17 volums de 1866 a 1876 i va dedicar onze anys (fins a la seva mort) per escriure aquest diccionari de 22700 pàgines.
Pierre Larousse s'apaga a París el 1875, l'any de la fundació de la societat Larousse. És enterrat al cementiri de Montparnasse (14a divisió).
Avui, el patronímic de Larousse s'ha fet un nom comú i l'activitat ha pres un desenvolupament considerable des de les primeres passes en el moment de la instal·lació a París, rue Pierre-Sarrazin després rue Saint-André-des-Arts.
Divisa personal
«Instruir tothom i sobre tota cosa»
Divisa del diccionari
«Sembro en tot vent»

## Publicacions

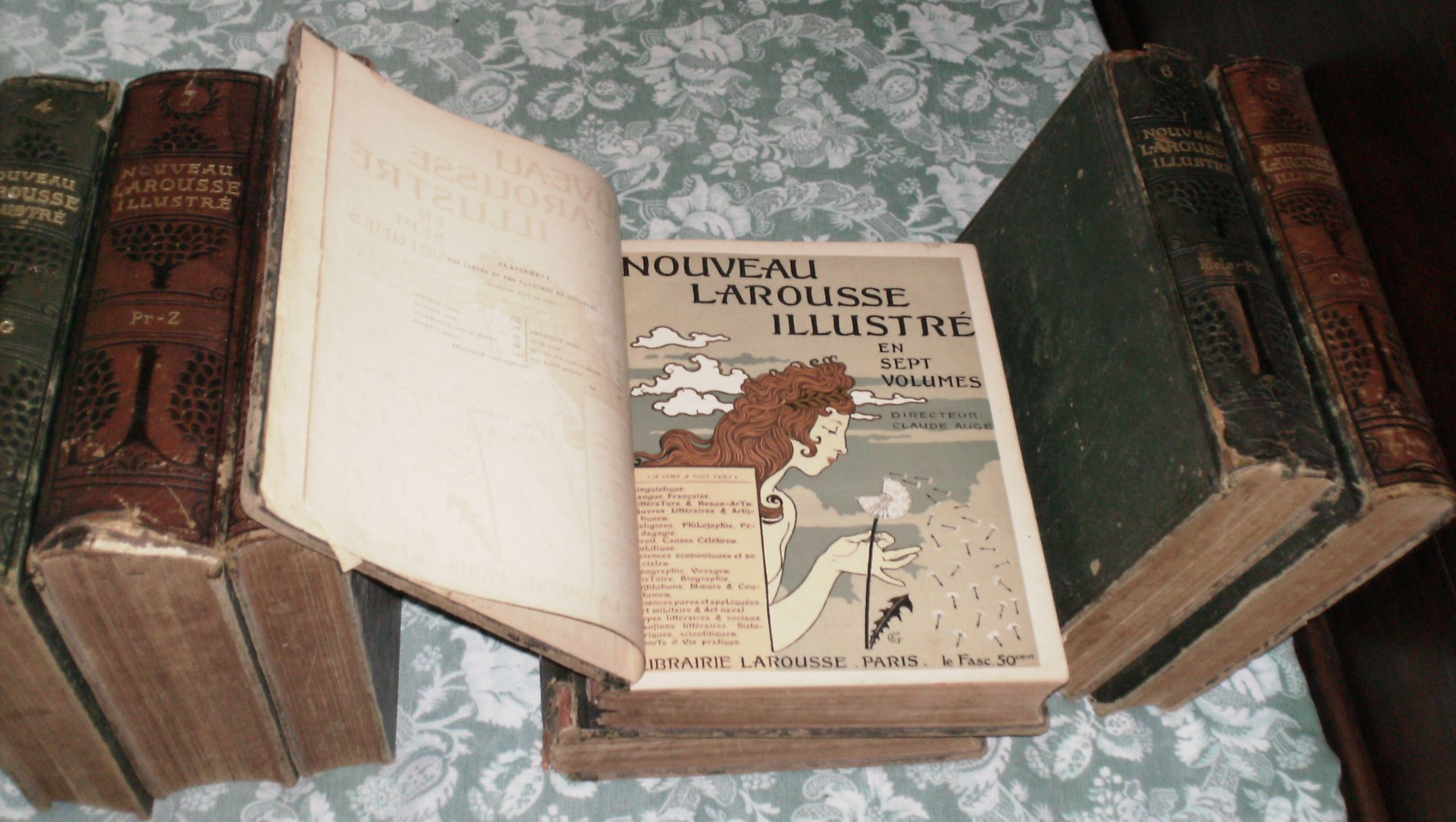
Nouveau larousse illustré

- Traité complet d'analyse grammaticale (1850)
- Jardin des racines grecques (1858)
- Jardin des racines latines (1860)
- Flore latine des dames et des gens du monde ou clef des citations latines que l'on rencontre fréquemment dans les ouvrages des écrivains français, amb un prefaci de M. J. Janin, Larousse et Boyer (1861)
- Fleurs historiques des dames et des gens du monde clef des allusions aux faits et aux mots célèbres que l'on rencontre fréquemment dans les ouvrages des écrivains français, Administration du Grand Dictionnaire (1862)
- Grand Dictionnaire universel du XIXe siècle (17 volumes, 1866-1877)

## Anècdotes
Se li deuen diverses definicions cèlebres de les quals algunes podrien xocar avui però que cal posar en el context i les mentalitats d'aquesta època:
BONAPARTE - el nom més gran, el més gloriós, fent esclatar la història, sense exceptuar el de Napoleó, general de la República francesa, nascut a Ajaccio (Còrsega), el 15 d'agost de 1769, mort al castell de Saint-Cloud prop de París, el 18 brumari, any VIII de la República francesa, una i indivisible (9 novembre de 1799). I afegeix, en la recta línia dels enciclopedistes : Aquest començament, que farà aixecar més d'una orella, ensenya simplement que a totes les coses ens agraden les situacions traçades; i les orelles tornaran al seu estat normal quan haurem dit que veiem dos homes, tant com dos noms, en Napoleó Bonaparte: Bonaparte i Napoleó; el general republicà, el col·legial de Brienne, el brillant oficial de Toló, el convidat republicà del Ressopó de Beaucaire, el vencedor d'Arcole, etc.; després el colós d'Austerlitz, l'amo d'Europa, el vençut de Waterloo, el presoner de Sainte-Hélène. Sí, hi ha dos homes en aquesta personalitat, en aquest ésser tan singularment dotat, dels quals el doble nom i la doble cara, d'un caràcter molt particular, s'han trobat admirablement apropiats al doble paper que ha jugat al món. August té bo de dir-se Octave; Octave té bo de dir-se August; és sempre el mateix home, astut, tímid, hipòcrita, astut, que renega dels seus amics quan el seu interès li mana sacrificar-los. Aquí, ho repetim, tenim dos homes diferents, al mateix temps que dos noms separats.
NEGRE - "És en va que alguns filantrops han intentat provar que l'espècie negra és tan intel·ligent com l'espècie blanca. Un fet incontestable i qui domina tots els altres, és que tenen el cervell més encongit, més lleuger i menys voluminós que el de l'espècie blanca. Però aquesta superioritat intel·lectual que segons nosaltres no pot ser posada en dubte, dona als blancs el dret de reduir en esclavitud la raça inferior? No, mil vegades no. Si els negres s'acosten a certes espècies animals per les seves formes anatòmiques, pels seus instints grollers, en difereixen i s'acosten als homes blancs sota altres relacions de les quals hem de mantenir gran compte. Estan dotats de la paraula, i per la paraula podem lligar amb ells relacions intel·lectuals i morals, podem intentar elevar-los fins a nosaltres, segurs d'aconseguir-ho en un cert límit. De la resta, un fet més sociològic que mai no hem d'oblidar, és que la seva raça és susceptible d'unir-se a la nostra, signe sensible i colpidor de la nostra natura comuna. La seva inferioritat intel·lectual, lluny de conferir-nos el dret d'abusar de la seva feblesa, ens imposa el deure d'ajudar-los i de protegir-los."